# Madison Belmont Building
El Madison Belmont Building, también conocido como 183 Madison Avenue, es un edificio comercial en la esquina sureste de Madison Avenue y 34th Street en Murray Hill, Manhattan, Nueva York. Fue diseñado por Warren & Wetmore en estilo neoclásico y construido en 1924-1925. El The Madison Belmont Building tiene un diseño "de transición" que se desvía de las otras comisiones de Warren & Wetmore, combinando elementos del estilo neoclásico e influencias más modernas del estilo art déco.
La articulación de 183 Madison Avenue consta de tres secciones horizontales similares a los componentes de una columna, a saber, una base, un eje y un capitel. La base, que comprende los tres pisos más bajos de la fachada, contiene marcos, rejas y puertas de sala de exposición de hierro y bronce diseñadas por Edgar Brandt. El eje contiene pilares de ladrillo, entre los que hay tramos empotrados que contienen ventanas y enjutas. Los pisos superiores contienen ornamentación arquitectónica de terracota y una gran cornisa. El vestíbulo tiene un acabado en bronce y mármol y contiene un techo abovedado.
183 Madison Avenue fue construido como un edificio de exposición para una empresa de desarrollo llamada Merchants & Manufacturers Exchange de Nueva York. Originalmente albergaba salas de exposición para empresas de seda en el "Distrito de la Seda" de Manhattan. En 2011, el exterior del edificio y el interior del primer piso se convirtieron en hitos de Nueva York.

## Sitio
183 Madison Avenue está en Murray Hill, Manhattan, en la esquina sureste de Madison Avenue y la calle 34. El edificio tiene forma de "L" y 15,1 m largo de Madison Avenue hacia el oeste y 46,7 m en la calle 34 hacia el norte. Una sección se extiende hacia el sur hacia la calle 33, donde tiene una fachada que mide 7,5 m. Su dirección oficial es 181-183 Madison Avenue, aunque el edificio tiene direcciones alternativas de 31 East 33rd Street y 44-46 East 34th Street. Las estructuras cercanas incluyen el Grolier Club y 2 Park Avenue al sur, así como el Collectors Club of New York y el B. Altman and Company Building al norte.

## Diseño
183 Madison Avenue fue diseñado por Warren y Wetmore en estilo neoclásico. Las puertas y la ornamentación metálica de la base, así como el trabajo en metal del vestíbulo, fueron diseñados por Edgar Brandt, un herrero francés. El edificio mide 69,5 m de alto, y fue construido con 17 pisos. El año 1953 se erigió un piso adicional en el techo para equipo mecánico y espacio comercial. 183 Madison Avenue contiene 21 691 m² con 30 unidades comerciales.
El diseño se distinguió de las comisiones anteriores de Warren y Wetmore, que incluían la Grand Central Terminal y las estructuras circundantes. El diseño de 183 Madison Avenue también incluyó influencias más modernas en el estilo art déco, que acababa de comenzar a hacerse popular cuando se completó el edificio. Además de ladrillo y terracota arquitectónica, más de 60 t de hierro. El diseño de la planta baja de Brandt fue uno de los primeros usos del art déco en un edificio en los Estados Unidos. En 1925, la revista International Studio caracterizó las puertas de entrada principales como "llevadas al enésimo poder de la perfección".

### Fachada

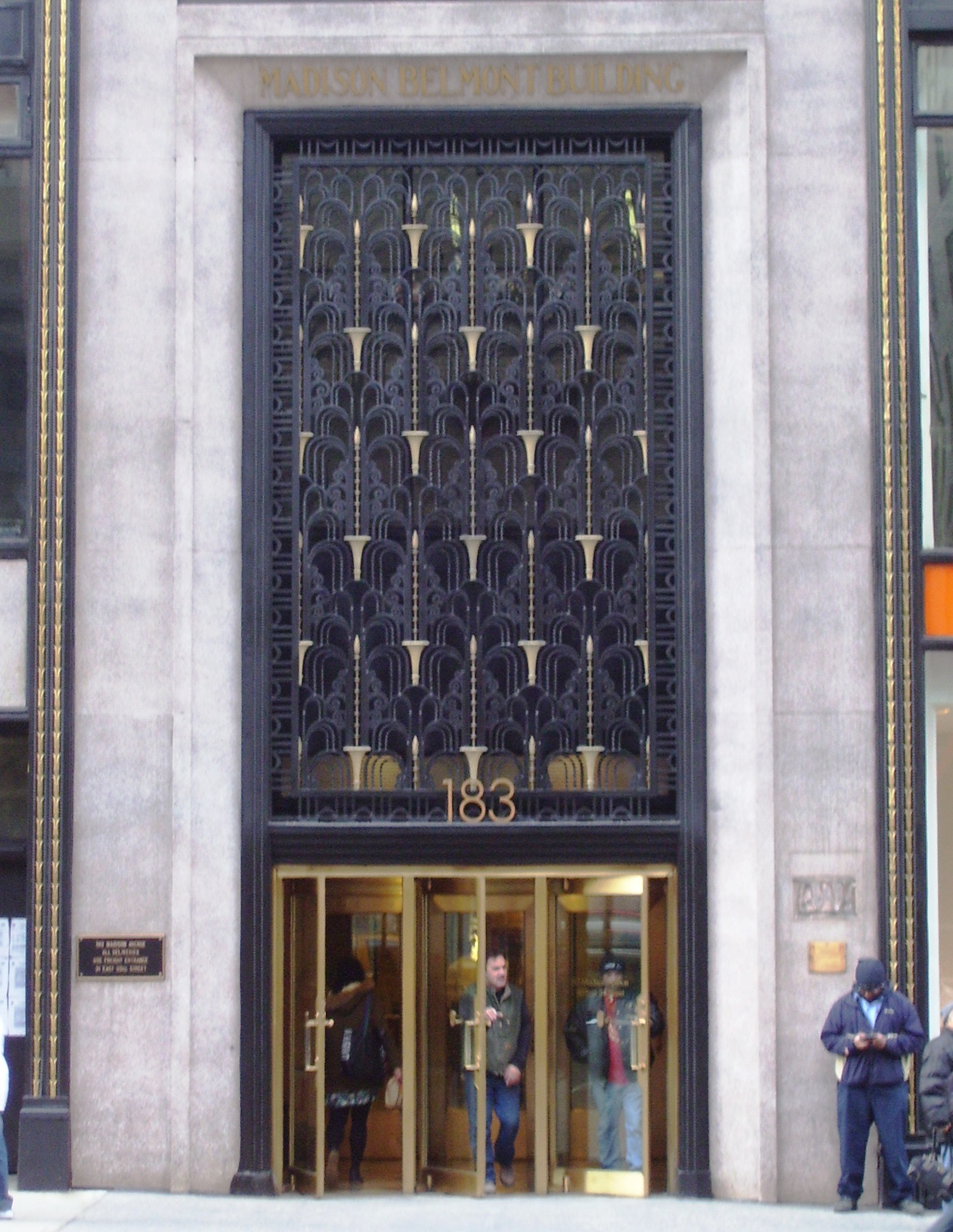
Entrada por la calle 34

La articulación de la fachada consta de tres secciones horizontales similares a los componentes de una columna, a saber, base, fuste y capitel. Si bien la fachada estaba hecha principalmente de ladrillo, también usó motivos de terracota tallados diseñados por New York Architectural Terra Cotta Company. La terracota utilizada en el The Madison Belmont Building es más plana y de diseño más simple que en las otras estructuras de Warren y Wetmore.
La base consta de tres pisos. En Madison Avenue y 34th Street, la base está revestida casi en su totalidad con grandes ventanales colocados entre pilares de granito, que son dos veces más anchos que las tramos de arriba. Las ventanas están colocadas dentro de marcos de bronce dorado, y debajo de las ventanas del primer piso, hay motivos de hierro con dibujos geométricos. El extremo este de la fachada de la calle 34 contiene la entrada principal del edificio; También hay una entrada a la sala de exposiciones en Madison Avenue y una entrada de servicio en 33rd Street. Las puertas de entrada se inspiraron en el estilo art déco y están rematadas por travesaños con motivos negros y dorados que se asemejan a fuentes heladas. En la calle 33, la abertura del primer piso es una entrada de servicio de acero, mientras que el segundo piso contiene una rejilla de ventilación. Los pisos tercero y cuarto de la calle 33 contienen ventanas grandes con marcos rojos, con enjutas de metal debajo de las ventanas y una pequeña cornisa sobre el cuarto piso.
El eje, que consta del cuarto al decimoquinto piso, incluye pilares verticales continuos hechos de ladrillo. Los pilares subdividen la fachada en tramos estrechas, que contienen una ventana empotrada en cada piso. Las ventanas están rodeadas por marcos de metal rojo y las aberturas de las ventanas en cada piso están separadas por enjutas hechas de ladrillos multicolores. En 34th Street y Madison Avenue, las ventanas del cuarto piso están flanqueadas por paneles de terracota y rematadas por frontones de terracota. En la calle 33, las ventanas no están decoradas ni empotradas, y hay una pista de banda sobre el décimo piso. El lado de la calle 33 tiene un retranqueo en el undécimo piso.
Sobre el decimoquinto piso hay una gran cornisa de terracota y tres pisos adicionales separados por todos los lados. Los pisos decimosexto y decimoséptimo contienen ornamentación de terracota, y sus secciones centrales están un poco menos retrasadas que las secciones exteriores. El piso decimoctavo se remonta más atrás y no está decorado.

### Vestíbulo
El vestíbulo principal discurre hacia el sur desde la entrada de la calle 34 y conduce a un vestíbulo que se conecta a un vestíbulo rectangular. A su vez, el vestíbulo se conecta a los ascensores y salas de exposición del edificio. A diferencia de otros vestíbulos de ascensores en edificios contemporáneos de la ciudad de Nueva York, el vestíbulo del The Madison Belmont Building no contiene tiendas ni espacios auxiliares; solo tiene un escritorio de seguridad, un directorio de inquilinos retroiluminado de bronce y puertas de ascensor. El vestíbulo está muy decorado con bronce y mármol. Christopher Gray de The New York Times escribió que el lobby "avergüenza a otros lobbies de Midtown [ Manhattan ]
El vestíbulo está diseñado con motivos de la cultura antigua egipcia, griega y romana. Estas representaciones incluyen el mito griego de Leda y el cisne, así como figuras mitológicas como Mercurio, el dios romano del comercio y los viajes. Las paredes están revestidas con mármol multicolor engastado dentro de marcos de bronce, que a su vez contienen motivos egipcios como hojas de loto y esfinges. La parte superior de la pared del vestíbulo está rodeada por un friso de metal que contiene motivos arabescos y jarrones griegos. En el extremo sur del vestíbulo hay cuatro puertas de ascensor de bronce.
Los suelos son de terrazo. Hay redondeles enmarcados en bronce, algunos de los cuales contienen motivos relacionados con la producción de seda y el transporte. También cuelgan del centro del techo paneles de luz con plantillas de bestias mitológicas corren a lo largo del borde del techo, y las lámparas. Otros objetos en el vestíbulo, como un buzón y una caja de alarma contra incendios, también contienen decoraciones de bronce.

## Historia
El distrito de la seda de Manhattan, concentrado alrededor de la sección inferior de Park Avenue South en el siglo XIX, se había movido hacia el norte hasta la intersección de Madison Avenue y 34th Street a principios de la década de 1920. Durante ese tiempo, las residencias de clase alta que habían caracterizado la porción adyacente de Madison Avenue en el siglo XIX fueron reemplazadas por establecimientos minoristas. Tres de las parcelas que forman el sitio de 183 Madison Avenue habían estado en manos de August Belmont Jr. hasta 1915. El The Madison Belmont Building, junto con una estructura de 16 pisos en la esquina suroeste de Madison Avenue y 34th Street, formaría el núcleo del distrito Silk reubicado.

### Construcción

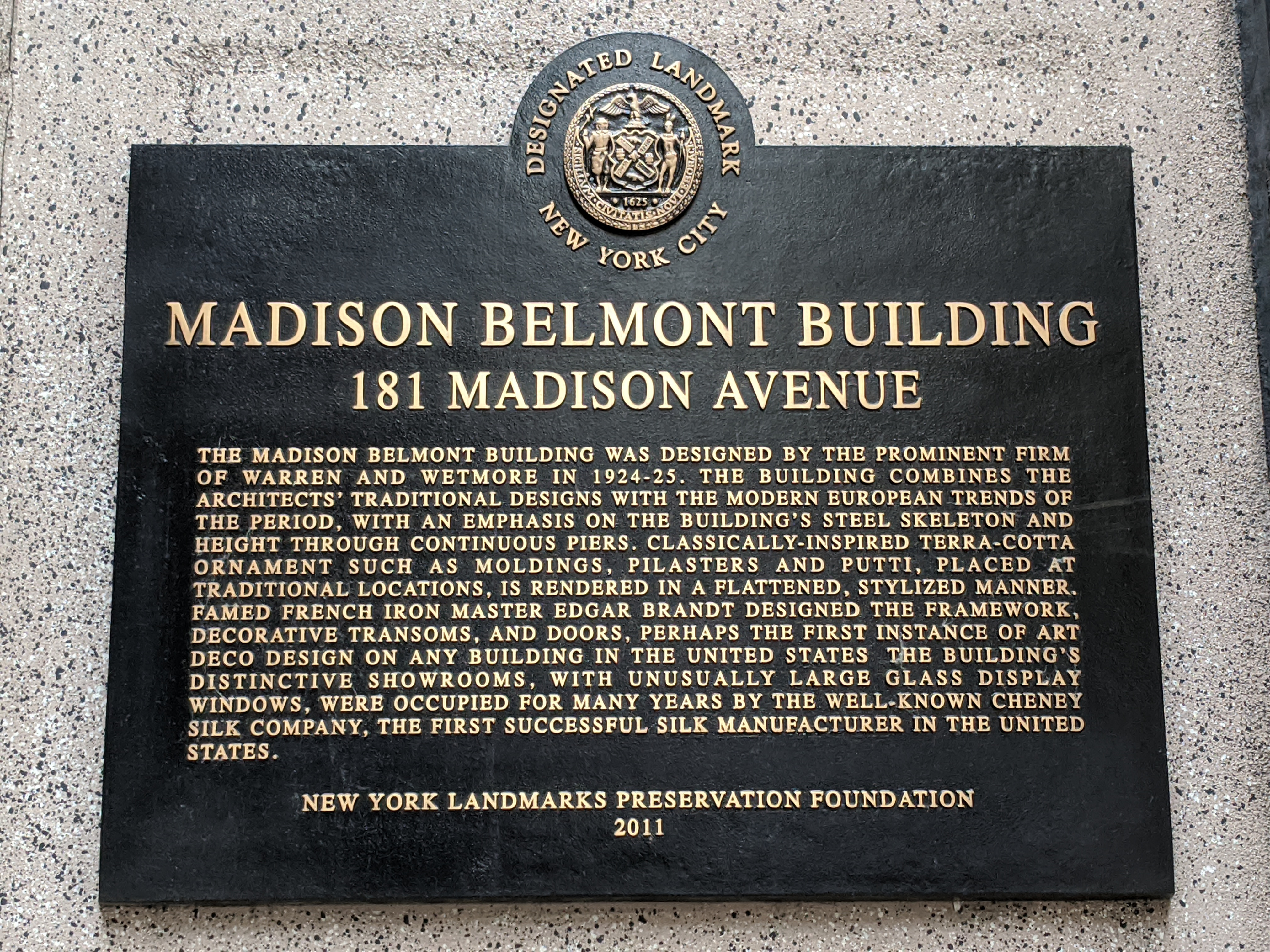
Una placa histórica en el edificio.

El The Madison Belmont Building fue desarrollado por Robert M. Catts, un desarrollador de bienes raíces que se desempeñó como presidente de la Bolsa de Comerciantes y Fabricantes de Nueva York. Catts compró varias parcelas para el edificio en febrero de 1924, incluida una parcela en la calle 33 y las parcelas de la esquina sureste en Madison Avenue y 34th Street. Al mismo tiempo, Catts contrató a Warren & Wetmore para diseñar una estructura de 17 pisos para inquilinos de la industria de la seda. William A. White and Sons arregló una hipoteca de 825 000 dólares para el sitio en junio de 1924.
En mayo de 1924, los fabricantes de seda Cheney Brothers alquilaron los tres pisos más bajos y el sótano durante 21 años. Cheney Brothers contrató a Brandt para que diseñara los herrajes decorativos porque Brandt ya estaba afiliado a la empresa. El director de arte de la compañía, Henry Creange, se había familiarizado con Brandt a través de varias exposiciones a principios de la década de 1920, y Cheney rehízo varios de los diseños de Brandt en seda. El The Madison Belmont Building se inauguró el 15 de octubre de 1925. La ceremonia fue supervisada por el arquitecto Harvey Wiley Corbett, mientras que el secretario de comercio Herbert Hoover, el geólogo Henry Fairfield Osborn, el joyero Louis Comfort Tiffany y el ministro de comercio francés fueron algunos de los que enviaron telegramas para celebrar la apertura de la sala de exposición de Cheney en el edificio. La sala de exposición de Cheney ocupaba el espacio de la esquina en 34th Street y Madison Avenue en el primer al tercer piso.

### Usar
Catts se declaró en quiebra en 1927. The Metropolitan Life Insurance Company colocó una nueva primera hipoteca de 2 millones de dólares en el The Madison Belmont Building en 1930. En ese momento, el edificio tenía un alquiler de 475 000 dólares y estaba alquilado en un 95 %. Se colocó una segunda hipoteca de 150 000 dólares sobre el edificio al año siguiente. Mientras tanto, Cheney Brothers experimentó dificultades financieras a fines de la década de 1920 y principios de la de 1930 debido a los cambios en la economía y la industria de la seda, y en 1935, el negocio se reorganizó. Cuando Cheney se reorganizó, un juez federal del Tribunal de Distrito de los Estados Unidos para el Distrito de Connecticut dictaminó que el arrendamiento anual de Cheney de 155 000 dólares en el Madison Belmont Building era demasiado alto.
A mediados del siglo XX, los pisos superiores se alquilaron a inquilinos como las publicaciones Management Corporation, que publicó la revista Esquire así como la Blue Print Company, que tenía una planta de impresión de fotostática en el edificio. Madison Belmont Corporation transfirió el título del The Madison Belmont Building a Madison-Thirty-Fourth Street Corporation en 1942 por 40 000. Un piso mecánico fue agregado al edificio en 1953. 183 Madison Avenue fue luego propiedad del empresario británico Paul Kemsley, quien había perdido el control del edificio en 2010. En ese momento, sus inquilinos eran principalmente empresas de lencería.
La Comisión de Preservación de Monumentos de la Ciudad de Nueva York designó la fachada y el interior del vestíbulo como monumentos oficiales de la Ciudad de Nueva York el 20 de septiembre de 2011. El edificio fue comprado en 2014 por una empresa conjunta compuesta por Tishman Speyer y The Cogswell-Lee Development Group, a un costo de 185 millones de dólares. En ese momento, el 95 % del espacio del edificio estaba alquilado. El edificio fue revendido a APF Properties en 2018 por 222,5 millones de dólares. Los inquilinos de principios del siglo XXI de 183 Madison Avenue incluyen un bufete de abogados, una empresa de audio, una empresa de arquitectura y una empresa de publicidad, así como la empresa de coworking WeWork.